# Owusu Ampomah
Owusu Ampomah, né le 6 février 1985 à Accra, est un footballeur professionnel ghanéen évoluant au poste d'attaquant.
Il joue actuellement pour le club ghanéen du Liberty Professionals.